# Simfonia núm. 4 (Holmboe)
La Simfonia núm. 4, Sinfonia sacra, per a cor i orquestra, op. 29, va ser escrita pel compositor danès Vagn Holmboe el 1941 i revisada el 1945. Es va estrenar l'11 de setembre de 1945 a Copenhaguen amb el Cor i l'Orquestra de la Ràdio Danesa dirigits per Erik Tuxen. La va dedicar a la memòria del seu germà petit i també compositor, Ebbe Holmboe, que era membre de la resistència danesa i havia estat assassinat en un camp de concentració. El text, d'inclinació religiosa, és del mateix compositor i va ser traduït al llatí. Té una durada d'uns 30 minuts.

## Moviments
- I. Allegro Passionato
- II. Adagio
- III. Con Fuoco
- IV. Moderato
- V. Gloria. Allegro Non Troppo
- VI. Laudate. Con Moto

## Origen i context
És l'única de les simfonies de Holmboe que conté parts vocals. Va guanyar un concurs organitzat per la Corporació Danesa de Radiodifusió el 1941, amb l'objectiu de proporcionar música per a la inauguració d'una nova sala de concerts a les instal·lacions de la ràdio a Copenhaguen. La finalització de la sala es va retardar mentre Dinamarca estava sota ocupació alemanya. Així, Holmboe va tenir l'oportunitat de revisar la seva obra el 1945, poc abans de la seva estrena.